# Lokoto
Lokoto ist ein Weiler im Arrondissement Niamey V der Stadt Niamey in Niger.

## Geographie
Der Weiler befindet sich am Rand des ländlichen Gebiets am Übergang zum urbanen Gebiet von Niamey V. Nordöstlich von Lokoto liegt das Stadtviertel Nordiré. Nordwestlich der Siedlung erhebt sich die markante felsige Hügelkette Trois Sœurs („drei Schwestern“), deren drei Gipfel mit offen liegendem Laterit Seehöhen von 245 m, 254 m und 255 m erreichen.
Der Ortsname Lokoto bezeichnet in der Sprache Dendi die Pflanzenart Euphorbia poissonii.

## Bevölkerung
Bei der Volkszählung 2012 hatte Lokoto 903 Einwohner, die in 133 Haushalten lebten. Bei der Volkszählung 2001 betrug die Einwohnerzahl 167 in 25 Haushalten.

## Wirtschaft und Infrastruktur
Die Stiftung Fondation Tattali Iyali von Malika Issoufou, der Ehefrau des Staatspräsidenten Mahamadou Issoufou, ließ mit Unterstützung der türkischen Nichtregierungsorganisation ASMA von 2013 bis 2014 eine französisch-arabische Schule in Lokoto errichten.